# Национална инфраструктура геопросторних података
Национална инфраструктура геопросторних података представља стратегију, технологију, правила, стандарде и људске ресурсе који су потребни за прикупљање, обраду, чување, приступ, размену и оптимално коришћење геопросторних података Републике Србије.
Национална инфраструктура геопросторних података — уређивање – НИГП, (енг. National Spatial Data Infrastructure – NSDI), представља интегрисани систем геопросторних података, који омогућава корисницима да идентификују и приступе просторним информацијама добијеним из различитих извора, од локалног, преко националног до глобалног нивоа, на свеобухватан начин.
Геоинформације данас представљају кључни елемент у процесу доношења одлука, за оптимално управљање ресурсима, размену података, комуникацију и одржив развој. Развој технологије доприноси да геоинформације постану обавезни елемент савременог друштва.
Просторне информације уједињене у заједничку инфраструктуру обезбеђују мноштво могућности за унапређење јавних сервиса, онемогућавајући дуплирање и неконзистентност података.
Републички геодетски завод, уз подршку норвешке агенције за картографију и катастар Статенс Картверк, започео је иницијалне активности на успостављању инфраструктуре просторних података у Србији у складу за европским иницијативама и тенденцијама. Подршка ја заснована на успешним искуствима постигнутим у Норвешкој на оснивању и развоју инфраструктуре просторних података Digital Norway.
Досадашње активности, реализоване највећим делом, кроз сарадњу у оквиру српско-норвешког РГЗ-СК твининг пројекта:
- У оквиру Закона о државном премеру и катастру дефинисано је поглавље којим се ствара легална основа за успостављање НИГП-а у Србији, при чему су поједине одредбе INSPIRE директиве транспоноване у Закон. Планирана је транспозиција осталих одредби директиве кроз подзаконску регулативу. Закон о државном премеру и катастру је ступио на снагу у септембру 2009.
- Републички геодетски завод израдио је нацрт стратегије за успостављање НСДИ у Србији за период 2009 – 2012
- Дефинисан је српски профил за метаподатке, заснован на INSPIRE имплементационим правилима и ИСО стандардима. За потребе прикупљања и одржавања метаподатака израђује се едитор метаподатака који подржава српски профил.
- Иницијални српски геопортал је и званично пуштен у рад.[2]

Циљ стратегије НИГП-а је успостављање инфраструктуре, обезбеђујући подршку квалитетном и стабилном развоју животне средине, у спрези са економским растом, кроз ефикасне сервисе, испуњавајући потребе и захтеве јавног и приватног сектора, као и свих грађана. Стратегија представља оквир унутар кога се може развијати политика широког коришћења геоинформација и спречити дуплирање напора и смањење административних трошкова.
Стратегија ће усмеравати стварање НИГП-а у Србији кроз следеће стратешке области:
1. Сарадња;
2. Просторни подаци и сервиси;
3. Стандардизација;
4. Правни оквир;
5. Геодетски референтни систем;
6. Финансирање;
7. Истраживање, развој и едукација.

Различити учесници радиће заједно на реализацији стратегије постизањем дефинисаних циљева. Ефективност имплементације стратегије зависиће од непрекидног укључивања широког спектра партнера из геосектора. НИГП не може бити креиран и одржаван од стране једне организације. Кључна улога РГЗ је вођство, развој и промоција заједничке инфраструктуре кроз искрен заједнички приступ између свих заинтересованих страна.
Национална инфраструктура геопросторних података (НИГП) омогућава повезивање и размену хармонизованих података и сервиса из различитих извора и чини их лако доступним за кориснике. INSPIRE директива садржи општа правила усмерена ка успостављању инфраструктуре просторних информација у Европској унији за потребе политика и активности које могу имати утицаја на животну средину.
„Стратегија успостављања инфраструктуре просторних података у Републици Србији за период 2010–2012“ дефинисала је смернице за укључене организације да креирају националну инфраструктуру за лако претраживање, преглед и размену геопросторних података, која је истовремено део европске инфраструктуре и доприноси развоју еУправе.

## Историја
Почетком 21.века покренута је иницијатива INSPIRE (infrastructure for spatial information in the European Community-Инфраструктура за просторне информације у Европској заједници) са намером да се креира европска инфраструктура геопросторних података. У септембру 2001. године формирана је прва INSPIRE експертска група од представника Европске комисије, Европске агенције за животну средину (ЕЕА) и представника корисника геопросторних података. Донет је акциони план као основа за креирање правног оквира. Формирани су организациона тела и тематске радне групе за имплементацију акционог плана. Предлог текста INSPIRE директиве усвојила је Европска комисија у јулу 2004. године.
Идеја о имплементацији INSPIRE директиве у Републици Србији настала је још 2006. године при изради Нацрта закона о државном премеру и катастру.
Републички геодетски завод је 2008. године, у сарадњи са норвешком агенцијом за картографију и катастар, Statens Kartverk, у оквиру "Twinning пројекта 2008, фаза 3", започео иницијалне активности на успостављању националне инфраструктуре геопросторних података у Србији у складу са INSPIRE директивом. У новембру 2009. године свечано је пуштен у рад иницијални геопортал "геоСрбија" (www.geosrbija.rs).
Законом о државном премеру и катастру из 2009. године INSPIRE директива је уграђена у правни систем Републике Србије и створен је правни оквир за оснивање Националне инфраструктуре геопросторних података (НИГП). Законом је створена основа за успостављање НИГП-а кроз одредбе које дефинишу: 
- субјекте;
- оснивање, одржавање и коришћење геопросторних података;
- садржину;
- метаподатке;
- скупове и сервисе геопросторних података;
- национални геопортал;
- ограничења приступу скуповима и сервисима геопросторних података;
- органе НИГП-а и
- овлашћења Савета НИГП-а.[6]

Јануара 2010. године Влада Републике Србије именовала је Савет НИГП-а. За председника Савета НИГП-а именован је директор Републичког геодетског завода, а за чланове представници:
- Министарства животне средине, рударства и просторног планирања;
- Министарства за мањинска права, државну управу и локалну самоуправу;
- Министарства одбране;
- Министарства пољопривреде, трговине, шумарства и водопривреде;
- Министарства економије и регионалног развоја;
- Републичког завода за статистику и
- Републичког хидрометеоролошког завода.

Савет НИГП-а је у фебруару 2011. године основао радне групе:
- за сарадњу,
- за правни оквир и
- за технички оквир.

Од фебруара 2011. године Едитор метаподатака је доступан на Националном геопорталу за преузимање од стране надлежних институција ради прикупљања и одржавања метаподатака.
Активним учешћем и лидерском позицијом у процесу успостављања НИГП-а, геодетска струка улази у нову фазу развоја, где она постаје кључни учесник у процесу међуинституционалног повезивања и сарадње између произвођача и корисника геопросторних података на националном нивоу. На тај начин заузима значајно и утицајно место у друштву као важан учесник у обезбеђењу квалитетних јавних сервиса заснованих на геопросторним подацима за потребе јавног и приватног сектора.

## Савет НИГП-а
Савет НИГП-а образован је јануара 2010. године од стране Владе Републике Србије. Савет НИГП-а је у фебруару 2011. године основао радне групе за сарадњу, за правни оквир и за технички оквир.
Председник Савета Националне инфраструктуре геопросторних података (НИГП) је директор Републичког геодетског завода.
На основу Закона о државном премеру и катастру именују се председник и чланови Савета Националне инфраструктуре просторних података (НИГП)

## Геопортал „ГеоСрбија“
Геопортал „ГеоСрбија“ на адреси www.geosrbija.rs доступан је од новембра 2009. године. Геопортал омогућава приступ просторним метаподацима и подацима из надлежности РГЗ-а као и других институција укључених у успостављање НИГП-а. Увид у просторне податке на геопорталу користи се од стране професионалних корисника као и грађана.

## Метаподаци
Метаподаци документују садржај и карактеристике скупова и сервиса просторних података у циљу проналажења, процене и коришћења. Едитор метаподатака развијен је за потребе прикупљања и одржавања метаподатака у складу са ISO 19115 и 19139 стандардима и INSPIRE захтевима.
Активним учешћем и лидерском позицијом у процесу успостављања НИГП-а, геодетска струка улази у нову фазу развоја, где она постаје кључни учесник у процесу међуинституционалне сарадње између произвођача и корисника геопросторних података на националном и међународном нивоу.